# 永平 (李密)
永平（えいへい）は、隋末に自立し魏政権を樹立した李密が立てた私年号。
617年 - 618年。

## 西暦・干支との対照表
| 永平 | 元年  | 2年   |
| 西暦 | 617年 | 618年 |
| 干支 | 丁丑  | 戊寅  |